# Diócesis de Gaylord
La diócesis de Gaylord (en latín: Dioecesis Gaylordensis y en inglés: Roman Catholic Diocese of Gaylord) es una circunscripción eclesiástica de la Iglesia católica en Estados Unidos. Se trata de una diócesis latina, sufragánea de la arquidiócesis de Detroit. Desde el 21 de diciembre de 2021 su obispo es Jeffrey Joseph Walsh.

## Territorio y organización

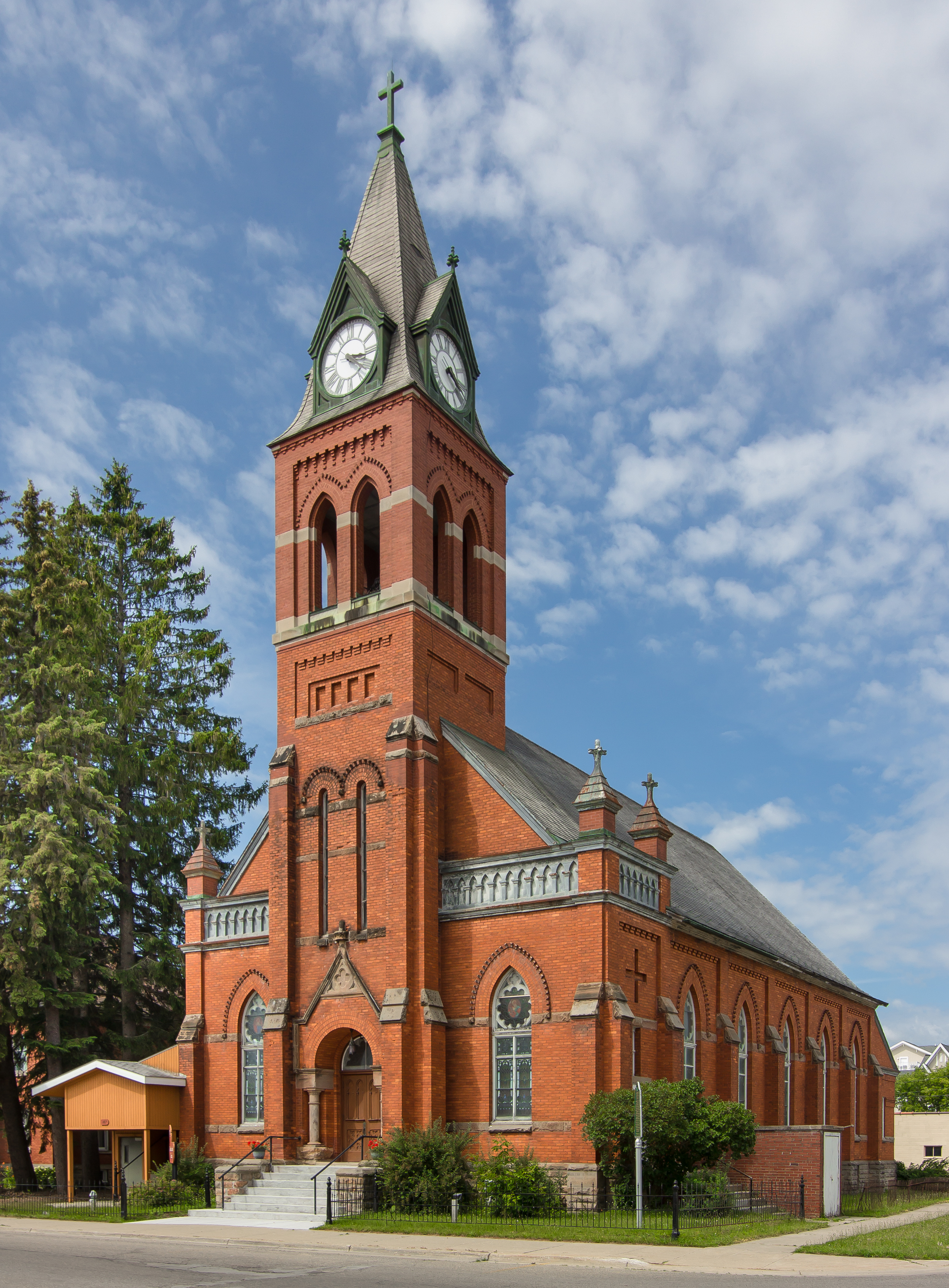
Antigua catedral de Santa María, remplazada en 1977

La diócesis tiene 28 932 km² y extiende su jurisdicción sobre los fieles católicos de rito latino residentes en 21 condados del estado de Míchigan: Charlevoix, Emmet, Cheboygan, Presque Isle, Leelanau, Antrim, Otsego, Montmorency, Alpena, Benzie, Grand Traverse, Kalkaska, Crawford, Oscoda, Alcona, Manistee, Wexford, Missaukee, Roscommon, Ogemaw y Iosco
La sede de la diócesis se encuentra en la ciudad de Gaylord, en donde se halla la Catedral de Santa María, Nuestra Señora del Monte Carmelo.
En 2019 en la diócesis existían 75 parroquias.

## Historia
La diócesis fue erigida el 19 de diciembre de 1970 con la bula Qui universae del papa Pablo VI, obteniendo el territorio de las diócesis de Grand Rapids y Saginaw.
En 1977 se consagró la nueva catedral de la diócesis, construida a partir de 1975 y dedicada como la anterior a Nuestra Señora del Carmen.

## Estadísticas
Según el Anuario Pontificio 2020 la diócesis tenía a fines de 2019 un total de 78 300 fieles bautizados.
| Año                                                                             | Población            | Población | Población      | Sacerdotes | Sacerdotes    | Sacerdotes    | Bautizados por sacerdote | Diáconos permanentes | Religiosos | Religiosos | Parroquias |
| Año                                                                             | Bautizados católicos | Total     | % de católicos | Total      | Clero secular | Clero regular | Bautizados por sacerdote | Diáconos permanentes | Varones    | Mujeres    | Parroquias |
| ------------------------------------------------------------------------------- | -------------------- | --------- | -------------- | ---------- | ------------- | ------------- | ------------------------ | -------------------- | ---------- | ---------- | ---------- |
| 1976                                                                            | 79 795               | 323 264   | 24.7           | 77         | 58            | 19            | 1036                     |                      | 23         | 163        | 59         |
| 1980                                                                            | 84 425               | 423 000   | 20.0           | 85         | 64            | 21            | 993                      | 1                    | 26         | 153        | 59         |
| 1990                                                                            | 91 717               | 418 800   | 21.9           | 86         | 69            | 17            | 1066                     | 9                    | 22         | 105        | 84         |
| 1999                                                                            | 82 074               | 458 130   | 17.9           | 88         | 72            | 16            | 932                      | 12                   | 1          | 59         | 81         |
| 2000                                                                            | 79 421               | 458 130   | 17.3           | 80         | 64            | 16            | 992                      | 12                   | 17         | 55         | 81         |
| 2001                                                                            | 82 835               | 476 244   | 17.4           | 77         | 61            | 16            | 1075                     | 13                   | 17         | 50         | 81         |
| 2002                                                                            | 78 430               | 476 244   | 16.5           | 73         | 60            | 13            | 1074                     | 13                   | 15         | 49         | 81         |
| 2003                                                                            | 80 165               | 497 120   | 16.1           | 69         | 56            | 13            | 1161                     | 12                   | 15         | 45         | 81         |
| 2004                                                                            | 76 060               | 497 264   | 15.3           | 68         | 57            | 11            | 1118                     | 14                   | 12         | 41         | 81         |
| 2006                                                                            | 70 327               | 514 001   | 13.7           | 65         | 54            | 11            | 1081                     | 17                   | 17         | 35         | 81         |
| 2012                                                                            | 74 500               | 544 000   | 13.7           | 73         | 67            | 6             | 1020                     | 23                   | 6          | 29         | 80         |
| 2013                                                                            | 75 100               | 546 000   | 13.8           | 80         | 74            | 6             | 938                      | 22                   | 6          | 27         | 80         |
| 2016                                                                            | 76 637               | 557 909   | 13.7           | 85         | 81            | 4             | 901                      | 21                   | 4          | 19         | 77         |
| 2019                                                                            | 78 300               | 569 800   | 13.7           | 70         | 66            | 4             | 1118                     | 18                   | 4          | 18         | 75         |
| Fuente: Catholic-Hierarchy, que a su vez toma los datos del Anuario Pontificio. |                      |           |                |            |               |               |                          |                      |            |            |            |

### Escuelas secundarias
- Catholic Central High School, Manistee
- St. Francis High School, Traverse City
- St. Mary Cathedral High School, Gaylord
- St. Mary High School, Lake Leelanau

## Episcopologio
- Edmund Casimir Szoka † (11 de junio de 1971-28 de marzo de 1981 nombrado arzobispo de Detroit)
- Robert John Rose † (13 de octubre de 1981-24 de junio de 1989 nombrado obispo de Grand Rapids)
- Patrick Ronald Cooney † (6 de noviembre de 1989-7 de octubre de 2009 retirado)
- Bernard Anthony Hebda (7 de octubre de 2009-24 de septiembre de 2013 nombrado arzobispo coadjutor de Newark)
- Steven John Raica (27 de junio de 2014-25 de marzo de 2020 nombrado obispo de Birmingham)[nota 1]
- Jeffrey Joseph Walsh, desde el 21 de diciembre de 2021